# Henriette van den Bergh
Pour les articles homonymes, voir Vandenberg.
Henriette van den Bergh, née le 9 juillet 1838 à Anvers et morte le 27 mars 1920  dans la même ville, est une amatrice et collectionneuse d'art belge. Elle fonde en 1904 le musée Mayer van den Bergh, pour abriter la prestigieuse collection d'art de son fils Fritz Mayer van den Bergh (nl) et en est la conservatrice jusqu'à sa mort, après avoir assuré la pérennité de la collection et de la gestion. Henriette van den Bergh est également une philanthrope et une bâtisseuse. En plus d'une cité-jardin et d'un centre résidentiel pour personnes âgées à Mortsel, elle fait construire de nombreuses maisons avec l'architecte Joseph Hertogs dans les meilleurs quartiers d'Anvers.
Avec ses projets visionnaires, Henriette van den Bergh est non seulement une personnalité volontaire, mais aussi une organisatrice tournée vers l'avenir et une entrepreneure dotée d'une mission exceptionnelle — et cela à une époque où l'ingérence des femmes dans la sphère publique n'allait pas du tout de soi.

## Biographie
Henriette Isabelle Joanna (Henriëtte) van den Bergh est née le 9 juillet 1838 à Anvers. Elle est une des quatre enfants de Henriette Catherine Elsen et Jean Felix Van den Bergh (nl) , conseiller, échevin et sénateur et patron de « Distillerie & Brasserie La Cloche » avec son frère Maximiliaan,.
Jeune fille de bonne famille, Henriette van den Bergh apprend le dessin, la peinture, le piano et la broderie. Elle épouse Emil Mayer (1824-1879), un riche homme d'affaires de Cologne, installé à Anvers en 1857 pour ouvrir une succursale de la société de pharmacie et d'épices Ensingh, qui prend plus tard le nom de Mayer. Le couple Mayer-Van den Bergh achète en 1861 le Hof van Arenberg, un manoir au coin de Lange Gasthuisstraat et Arenbergstraat et l'aménage à leur goût. C'est actuellement l'hôtel Mayer-van den Bergh.
Le couple a deux fils, Fritz (1858-1901) et Oscar Mayer (1859 - 1913). Après la mort d'Emil Mayer en 1879, Oscar reprend l'entreprise familiale tandis que Fritz abandonne ses études à l'Université de Gand et revient vivre auprès de sa mère. Henriette van den Bergh est très liée à son fils aîné, ils partagent le goût pour les belles choses, fréquentent les salles de vente et voyagent souvent ensemble. En 1887, Fritz Mayer ajoute le nom de sa mère à son patronyme et, lorsque les deux fils sont anoblis en 1888, il est connu sous le nom de Chevalier Fritz Mayer van den Bergh (nl),,.

### La fondation du musée
Les archives du musée, montrent qu'Henriette van den Bergh est déjà collectionneuse du vivant de son mari. Avec son fils aîné, elle parcourt l'Europe pour des ventes aux enchères, des musées et des marchands d'art. Elle l'aide aussi financièrement à constituer sa collection d'art, bien qu'il fasse parfois de bonnes affaires : pour une pomme et un œuf il achète dans une vente aux enchères à Cologne, le tableau Margot la folle (Dulle Griet) de Pieter Bruegel l'Ancien qui est maintenant la pièce maîtresse de sa collection.

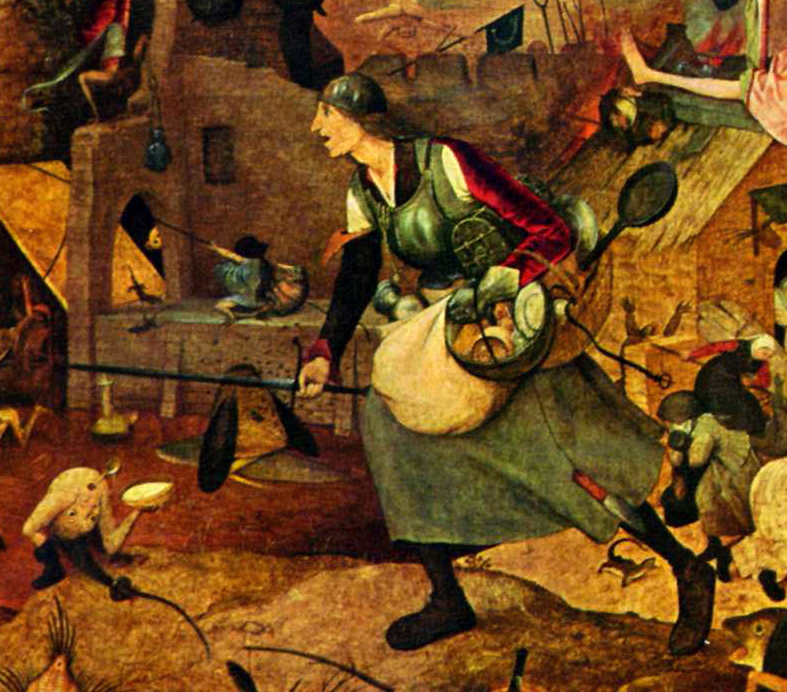
Margot la Folle de Pieter Brueghel l'ancien

En 1892, la mère et le fils vendent une grande partie de leur collection, vraisemblablement pour permettre à Fritz Mayer van den Bergh de faire des achats importants en vue de fonder un musée. Pendant les neuf années suivantes, il travaille comme marchand d'art, ce qui lui permet de développer sa collection. Après la mort prématurée de Fritz Mayer van den Bergh en 1901, après une chute de cheval, Henriette van den Bergh entreprend de réaliser le rêve de son fils en créant un musée pour abriter sa collection d'art et prolonger son souvenir.
En 1901, elle charge l'architecte Joseph Hertogs de construire un bâtiment de style néo-gothique, à côté de la maison familiale. Bien qu'arborant la façade gothique caractéristique des maisons flamandes du 16e siècle, l'immeuble est construit en béton, un matériau très moderne pour l'époque,. Elle fait réaliser par Louis Dupuis un médaillon représentant son fils Fritz pour le vestibule du musée,. Elle meuble la maison avec des éléments que celui-ci avait achetés : portes, vitraux, papier peint en cuir doré et cheminées. Elle fait construire des vitrines dans la bibliothèque pour les plus de neuf cents livres, y compris des catalogues de vente aux enchères rares.
Le musée ouvre ses portes fin 1904, trois ans après le décès de Fritz Mayer-van den Bergh. Henriette van den Bergh nomme un conseil de régents et exige par testament que la collection doit rester intacte,.
Elle devient alors elle-même conservatrice du musée jusqu'à sa mort en 1920.
Le Conseil des régents devient l'association à but non lucratif Museum Mayer van den Bergh en 1922. En 1951, le Musée Mayer van den Bergh passe sous la gestion de la ville d'Anvers. Le Conseil des régents reste propriétaire du musée et de la collection mais loue l'immeuble à la ville et lui prête la collection. La ville d'Anvers entretient le bâtiment et fournit le personnel scientifique et administratif.
En 2022, le musée est agrandi par la réunion du musée historique et de l'ancienne résidence adjacente de la famille Mayer van den Bergh.
Le musée Mayer van den Bergh possède 60 des chefs-d'œuvre figurant sur la liste des chefs-d'œuvre flamands. La collection comporte 3 100 œuvres d'art et 2 500 pièces de monnaie. La plus connu est sans doute le tableau Margot la folle de Pieter Bruegel l'ancien.

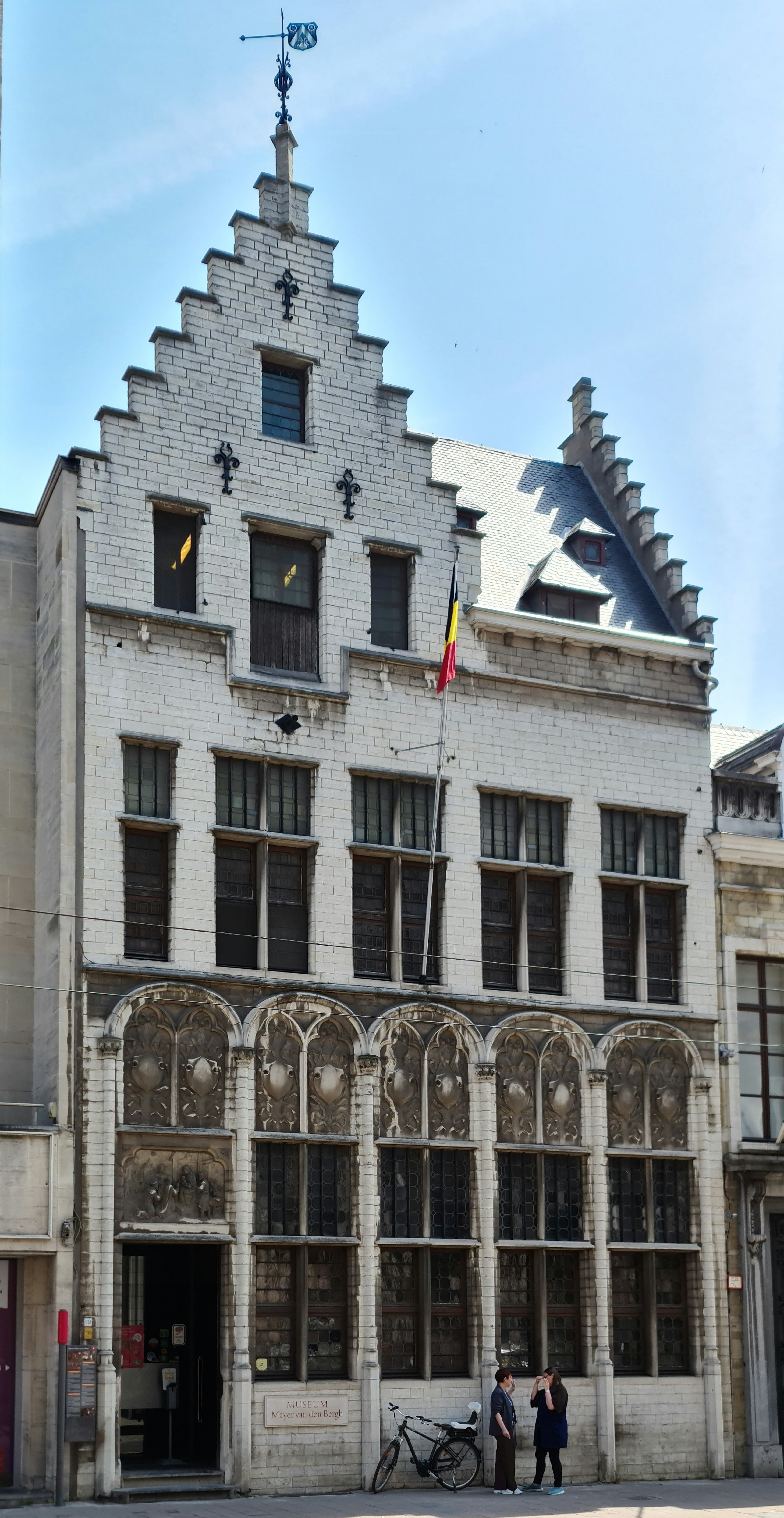
Musée Mayer van den Bergh

### Action caritative
En plus de son travail sur le musée, Henriette van den Bergh se consacre également au travail caritatif, finançant diverses fondations :
- Fondation Saint Henri, pour la prise en charge gratuite des patients pauvres à l'hôpital Sint-Camillus ;
- Fondation Saint Frédéric à Mortsel. Fondé à la mémoire de son fils, l'ensemble comporte un pavillon et quelques maisons plus petites tout autour, destinées à l'hébergement des couples âgés pauvres. Il est construit par Joseph Hertogs et devient plus tard le centre de soins résidentiels Mayerhof[13],[14] ;
- Elle aide également à la construction par l'architecte Flor Van Reeth d'une cité-jardin de 42 maisons sociales unifamiliales à Mortsel, sur l'actuel Mayerlei[15].

### Propriétaire immobilière
Henriette Van den Bergh est également active dans l'immobilier.
Entre 1905 et 1910, elle fait concevoir par Joseph Hertogs au moins dix-sept maisons de ville et manoirs, qui sont construits dans les meilleurs quartiers d'Anvers et le commerce « Au Printemps » à l'angle de la Leopoldstraat et de l'Arenbergstraat. Neuf d'entre elles sont construits sur le Markgravelei, dont un tiers est encore conservé aujourd'hui. Elle charge également Joseph Hertogs de rénover la maison familiale, qui devient un hôtel, en 1902.

### Fin de vie
Henriette van den Bergh meurt le 27 mars 1920, à l’âge de 81 ans.
Avec ses projets visionnaires, la fondatrice du musée est non seulement une personnalité volontaire, mais aussi une organisatrice tournée vers l'avenir et une entrepreneure dotée d'une mission exceptionnelle - et cela à une époque où l'ingérence des femmes dans le la sphère publique n'allait pas du tout de soi.

## Distinctions
- Le 8 mars 2021, à l'occasion de la Journée internationale des droits des femmes, le musée organise l'événement Ontmoet Henriëtte van den Bergh (Rencontrez Henriette van den Bergh)[17].
- La commune de Mortsel organise des promenades guidées à l'occasion du 102e anniversaire de la mort d'Henriette van den Bergh et donne son nom à une avenue de la cité-jardin, la Mayerlei[15].
- Cois Van Roosendael réalise un film vidéo sur sa vie avec un texte dit par Jeroen Olyslaegers[15].